# Uisneach
Uisnech (en irlandais : Uisneach ou Cnoc Uisnigh, la « colline de Uisnech »), anglicisé Ushnagh, est une colline et un ancien site cérémoniel de la baronnie de Rathconrath dans le comté de Westmeath. C'est un monument national protégé. Il se compose de nombreux vestiges préhistoriques et médiévaux - dont une tombe mégalithique probable, des tumulus, des enceintes, des menhirs, des fontaines sacrés et une route médiévale. Uisnech est proche du centre géographique de l'Irlande, et il est considéré comme le centre symbolique et sacré de l'île dans la mythologie irlandaise. Il est dit que c'est à Uisnech que les Tuatha Dé Danann furent ensevelis, et qu'il fut le lieu de rassemblement associé aux druides et au festival de Beltaine.

## Toponymie
La colline s'appelle Uisnech en irlandais traditionnel et Uisneach en irlandais moderne et en anglais, avec le nom irlandais alternatif Cnoc Uisnigh signifiant « colline d'Uisneach ». Il est également anglicisé en Ushnagh, comme dans le nom du townland. Eric P. Hamp tire le nom du proto-celtique *us-tin-ako- signifiant « lieu du foyer » ou « lieu des cendres ». T.F. O'Rahilly le fait dériver de *ostinako- signifiant « lieu angulaire ».